# Управление операциями
Управление операциями — воздействие на законченные действия по преобразованию ресурсов в продукцию.

## Определение
Операционный менеджмент — это все виды деятельности, связанной с преднамеренным преобразованием (трансформацией) материалов, информации или покупателей.
Операции — есть «процесс, метод или ряд действий, главным образом практического характера» (Collins English Dictionary, 1986)
Модель операционного менеджмента (5P)
1. plants — различные организации, производящие продукты и услуги
2. parts — продукты и услуги
3. planed control systems — выполнение функций управления
4. process — проектирование бизнес-процессов
5. people — подбор персонала для выполнения операций и процессов

Основные функции управления операциями:
1. расчёт и размещение производственных мощностей и помещений
2. проектирование товаров и услуг
3. организация производства и услуг
4. разработка графиков поставки сырья
5. определение уровня централизации деятельности
6. рассмотрение возможностей использования времени

По иерархии:

I разработка стратегии

II внедрение операционных стратегий

III управление операционной системой

## История
Способы совершенствования производства товаров и услуг изучаются с начала XX века. Одним из пионеров научного управления производством является Фредерик Тейлор, показавший, что после разделения комплексной задачи на простейшие действия с помощью фрагментации процесса их можно проанализировать и найти самый эффективный способ выполнения.
Способы достижения максимальной эффективности изучали и Фрэнк и Лилиан Гилбрет. Они выяснили, что любое движение рабочего на заводе состоит из 17 простейших микродивижений. Такое микродвижение они назвали терблиг. Для повышения эффективности нужно, избавившись от ненужного, свести любое задание к основным терблигам.
Элтон Мейо выяснил, что эффективность зависит не только от правильной комбинации движений, но и от эмоционального состояния работников.
В 1960 году подход Тейлора получил название Теории Х, а Мейо — Теории Y. Приверженцы первой считают людей ленивыми, их нужно заставлять работать, используя кнут и пряник. Сторонники второй — считают, что в соответствующих условиях человек способен к самомотивации, он изобретателен и готов брать ответственность за свою работу.
В 1980-х годах Теория Y была преобразована Ульямом Оучи в Теорию Z — вариант поощряющего рабочих японского менеджмента. Японцы объединили в рабочие группы руководителей и подчинённых, создав систему непрерывного повышения качества.
Существует также так называемый ситуационный подход. Его сторонники считают, что в зависимости от конкретной ситуации нужно использовать разные сочетания базовых подходов.